# 16274 Павліца
16274 Павліца (16274 Pavlica) — астероїд головного поясу, відкритий 6 травня 2000 року.
Тіссеранів параметр щодо Юпітера — 3,521.